# Gwen John

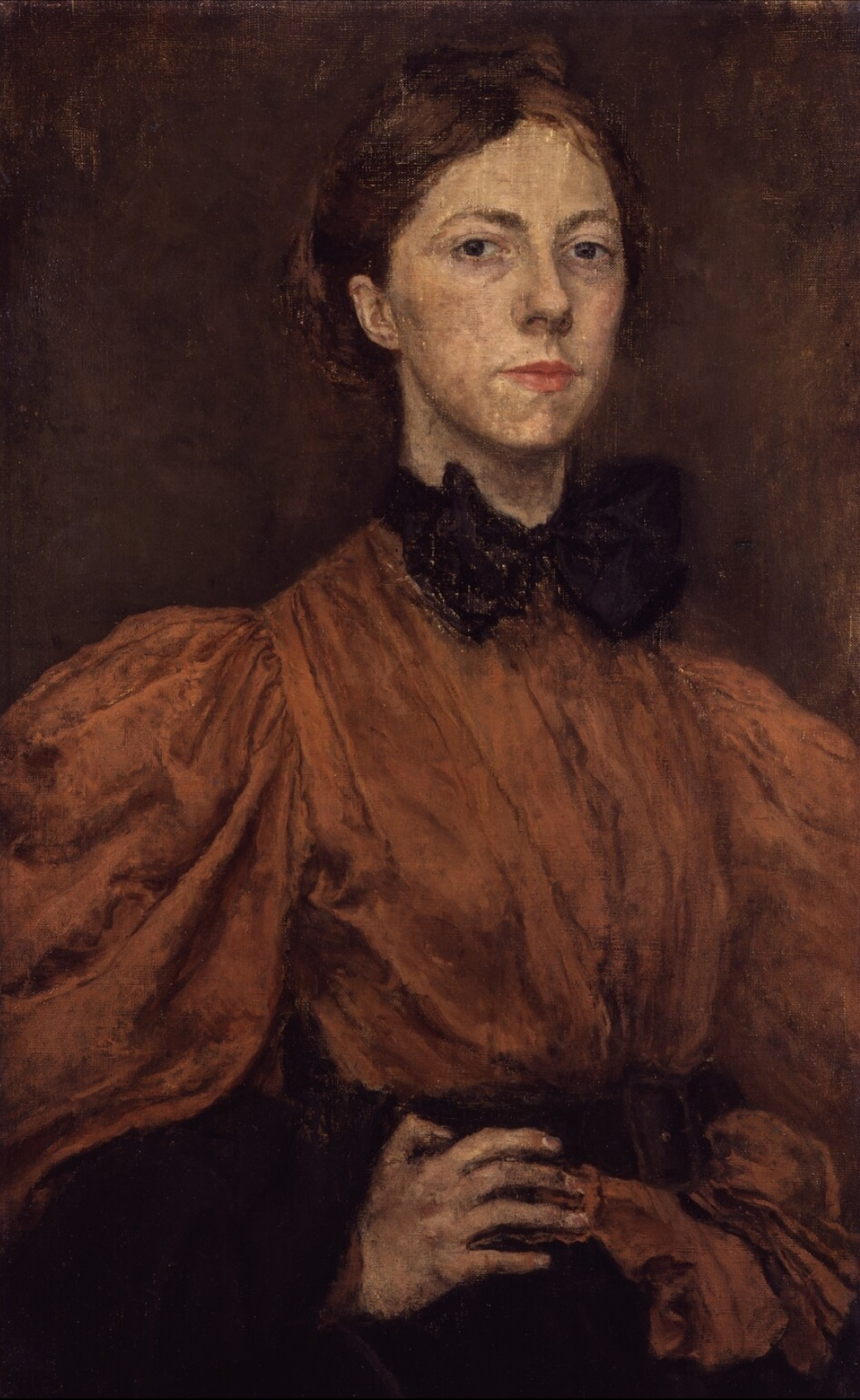
Zelfportret tijdens haar leerperiode bij- en in de stijl van Whistler, 1899, National Portrait Gallery, Londen

Gwendolen Mary (Gwen) John (Haverfordwest, 22 juni 1876 - Dieppe, 18 september 1939) was een Britse kunstschilderes uit Wales.

## Leven en werk
Gwen John was de dochter van een advocaat en de oudere zus van kunstschilder Augustus John. Van 1895 tot 1898 studeerde ze te Londen aan de Slade School of Fine Art en aansluitend ging ze vier maanden in de leer bij James McNeill Whistler te Parijs. In 1899 keerde ze terug naar Londen, maar in 1904 vestigde ze zich definitief in Frankrijk, te Parijs. In datzelfde jaar zou ze model staan voor de 35 jaar oudere beeldhouwer Auguste Rodin, wiens minnares ze werd en tien jaar lang zou blijven. Ze verkeerde in vooraanstaande artistieke milieus en was bevriend met kunstenaars als Matisse, Picasso, Brâncuşi en Rainer Maria Rilke.
Vanaf 1911 woonde John in Meudon, een voorstad van Parijs. In 1913 bekeerde ze zich tot het katholicisme. In haar dagboeken uit die periode staan veel gebeden en meditaties opgenomen en ze uit de wens “Gods kleine kunstenaar” of een heilige te mogen worden. Haar relatie met Rodin komt tot een einde. Tot aan het einde van haar leven zou ze een teruggetrokken leven leiden. Ze exposeerde enkel in 1919 op de Salon d'Automne en had in 1936 haar enige solo-expositie in Londen. Aan het einde van haar leven stond ze sterk onder invloed van de filosoof en metafysicus Jacques Maritain. Haar laatste schilderij dateert van 1933. In 1939 stortte ze in elkaar tijdens een verblijf in Dieppe en overleed daar in een ziekenhuis, op 63-jarige leeftijd. Ze overleed zonder veel erkenning te hebben geoogst. Tijdens haar leven werd ze als kunstenares overschaduwd door haar broer Augustus, maar tegenwoordig wordt ze alom beschouwd als de betere kunstenaar.

## Werk
Het werk van John bestaat hoofdzakelijk uit vrouwenportretten in klein formaat, meestal van onbekende modellen, vaak ook van nonnen. Ze schilderde echter ook interieurs en landschappen en maakte veel schetsen van haar katten. Er zit een bijna obsessieve herhaling in haar themakeuzes. De verfijnde stijl van Whistler blijft herkenbaar, met name in de zachte kleuren en de subtiele schakeringen, maar haar werk is koeler, heel anders ook dan de levendige schilderijen van haar broer Augustus. Ze schilderde langzaam, welhaast neurotisch, vanuit een systematische voorbereiding. Een van haar modellen zei ooit: “ze maakt je haren los, kamt het alsof het haar eigen haar is en langzaam neemt haar hele persoonlijkheid bezit van je”.
Werk van John is te zien in de Tate Gallery te Londen, het National Museum Cardiff en het Metropolitan Museum of Art in New York.

## Portretten

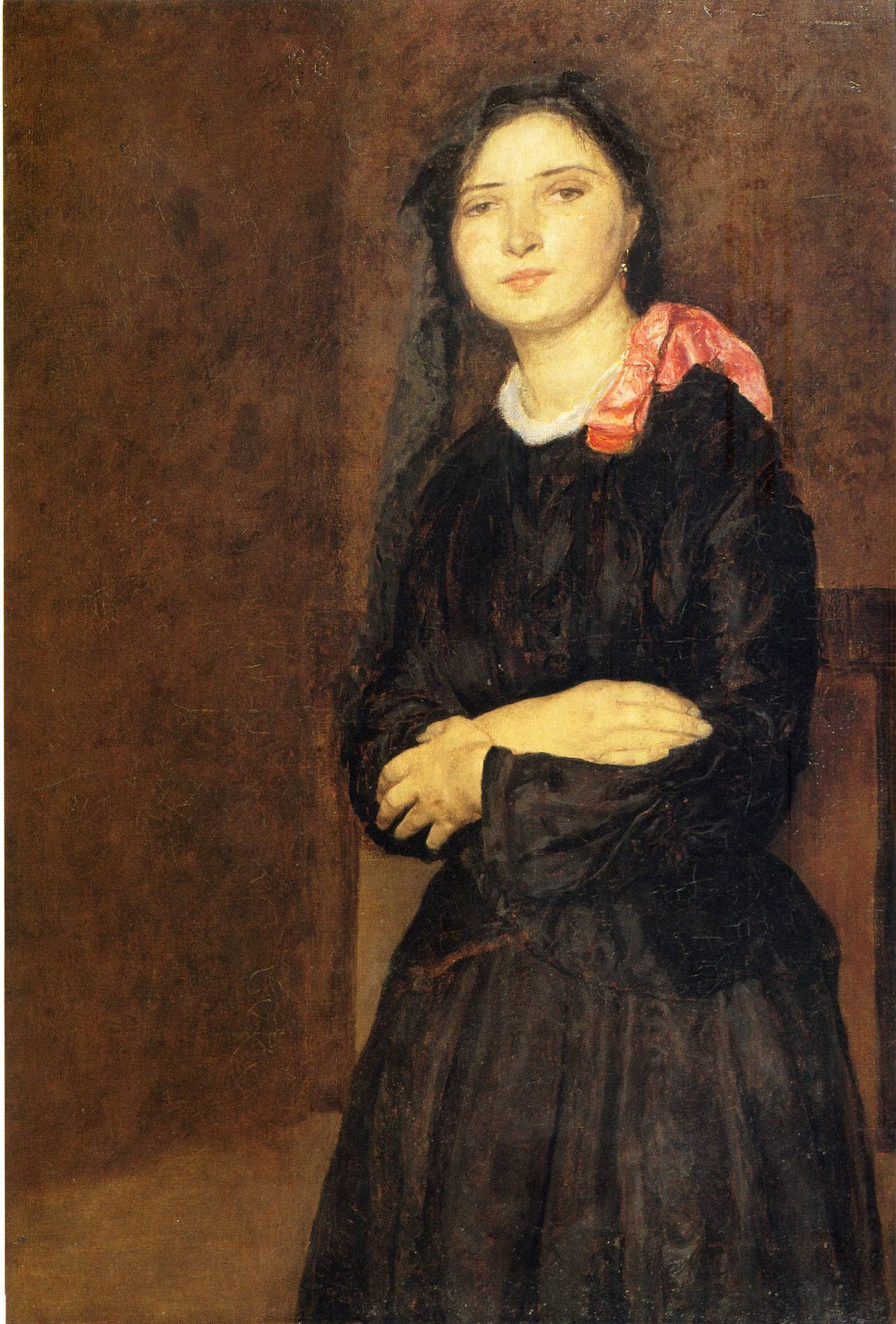
Portret van Dorelia McNeill in zwarte jurk, 1903-04
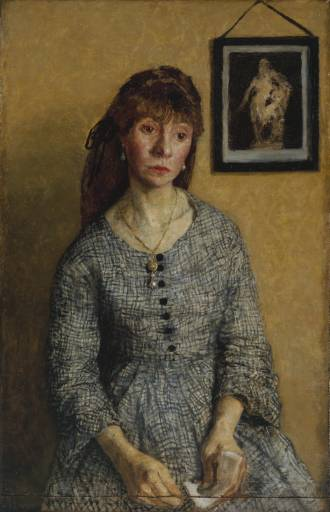
Portret van Chloë Boughton-Leigh, 1904-08, Tate Britain, Londen
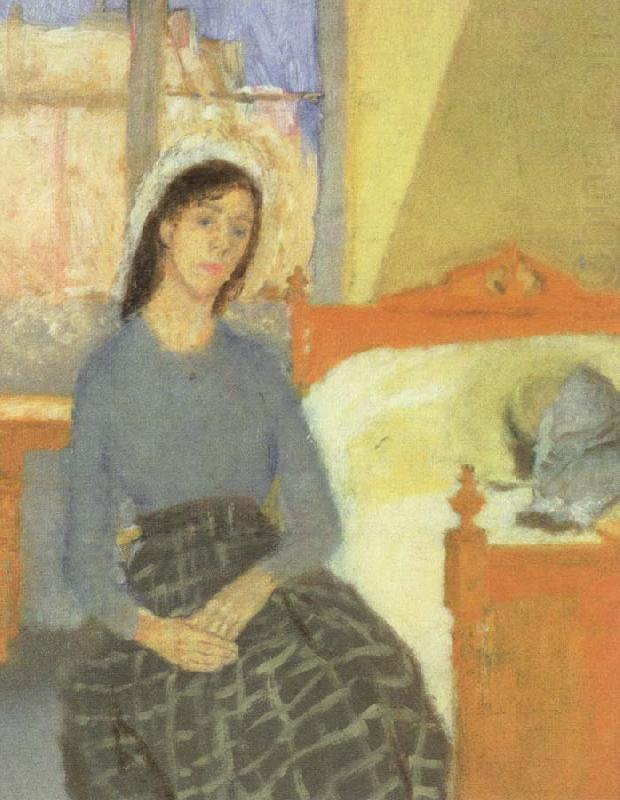
The Artist in her Room, ca. 1907-09
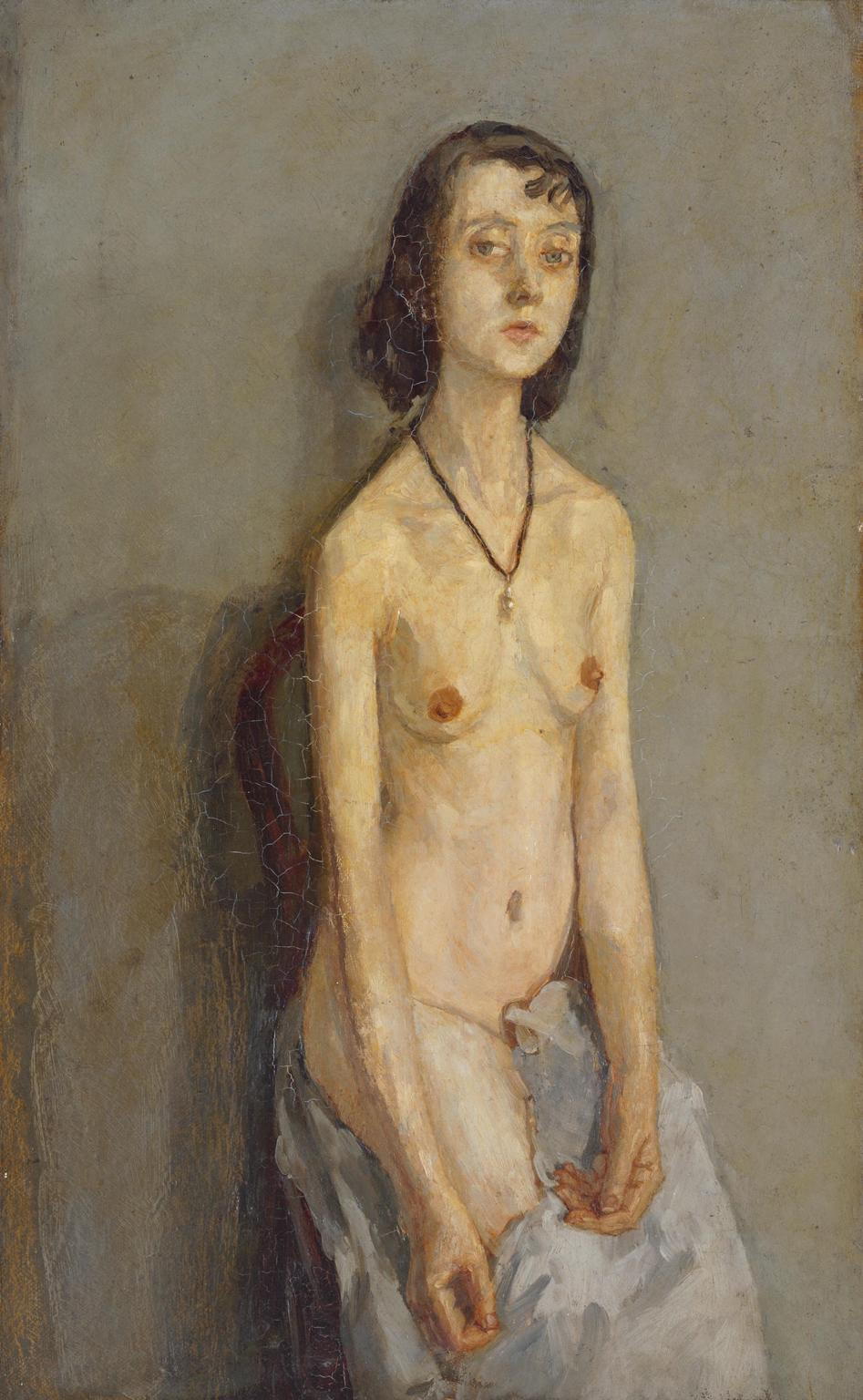
Portret van Fenella Lovell, naakt, ca. 1909, Tate Britain, Londen
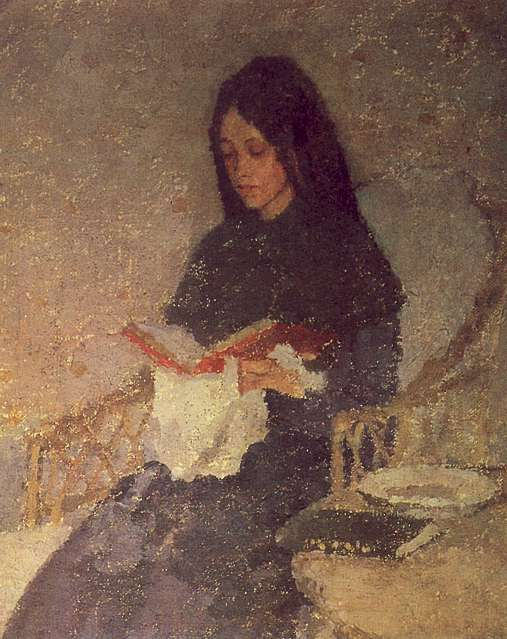
Her Favourite Book, ca. 1910
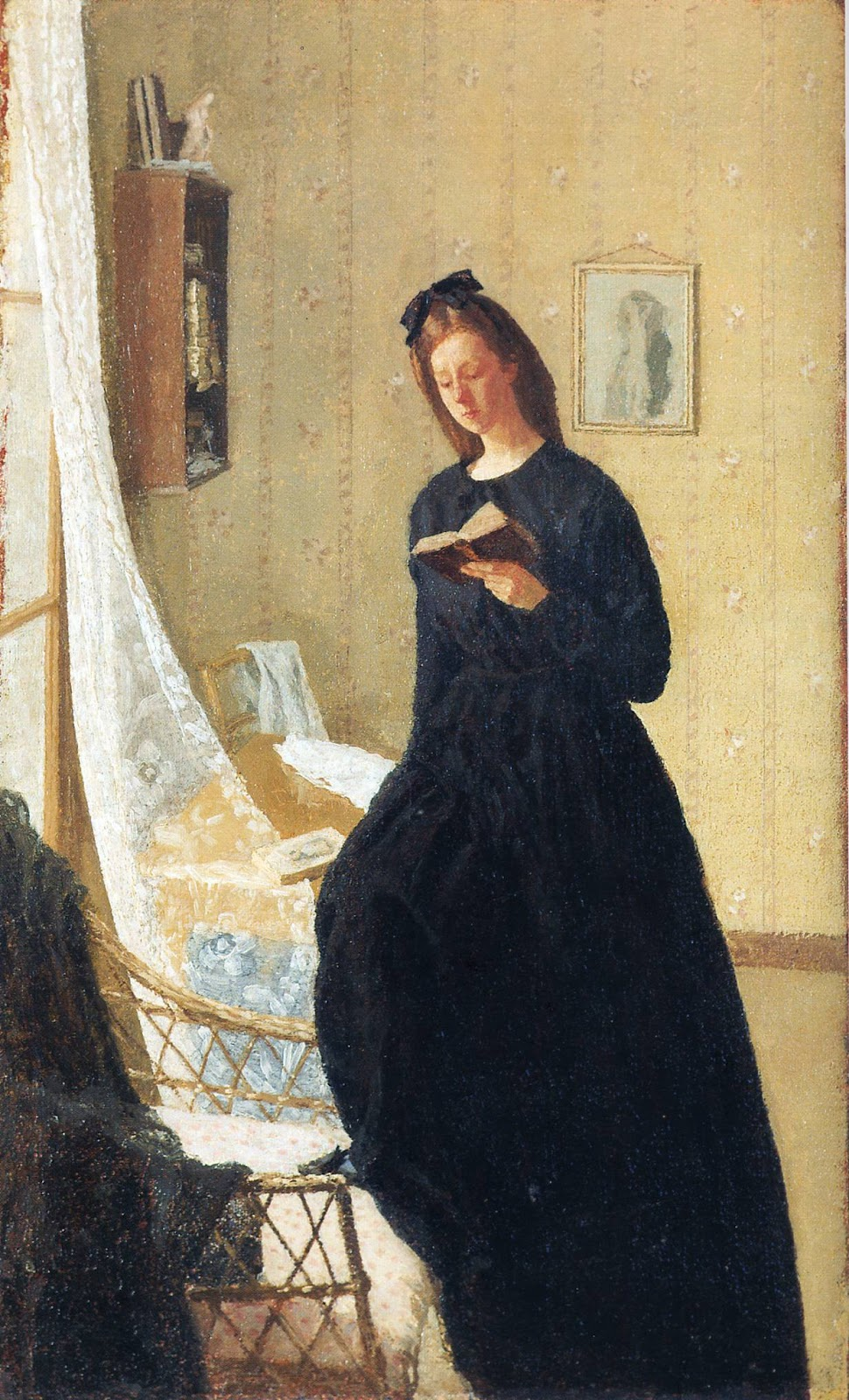
Jonge lezende vrouw bij het raam, ca. 1910
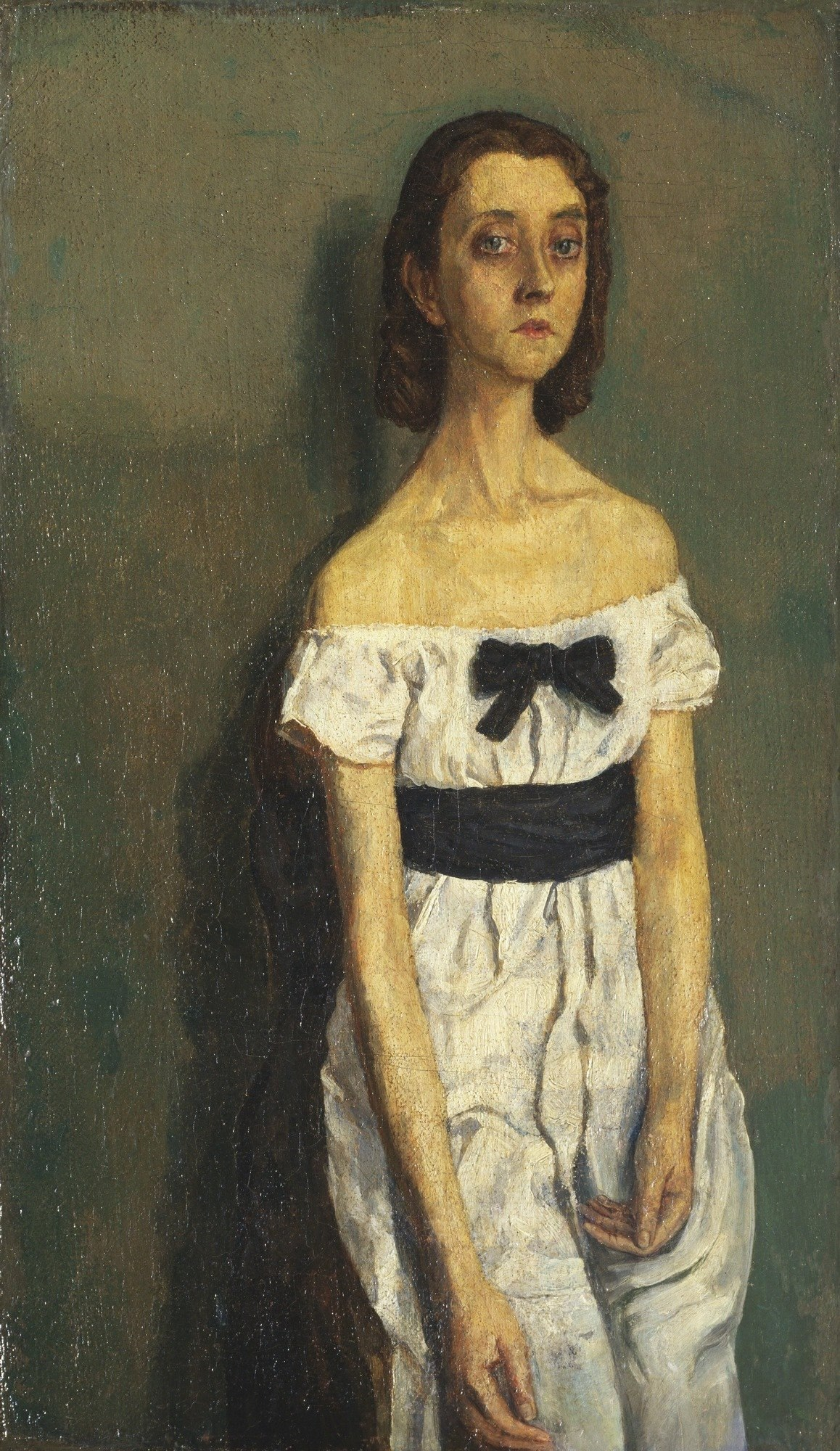
Portret van Fenella Lovell met blote schouders, ca. 1910, Museum of Modern Art, New York
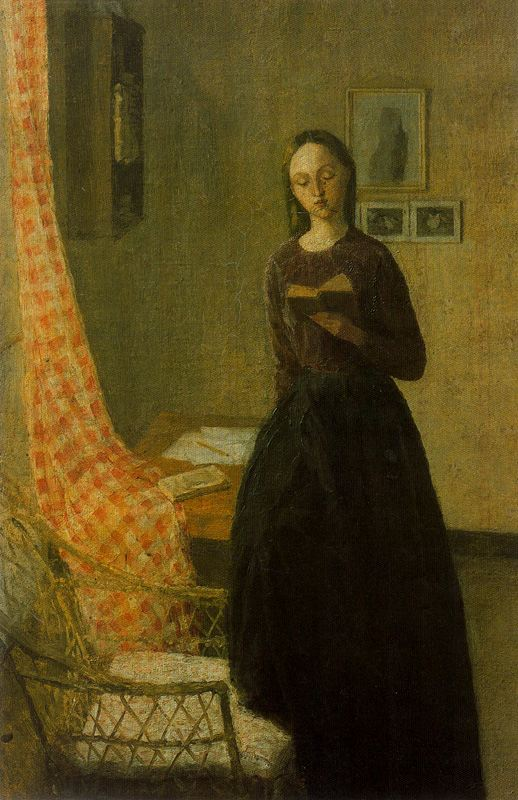
Lezende vrouw, ca. 1915
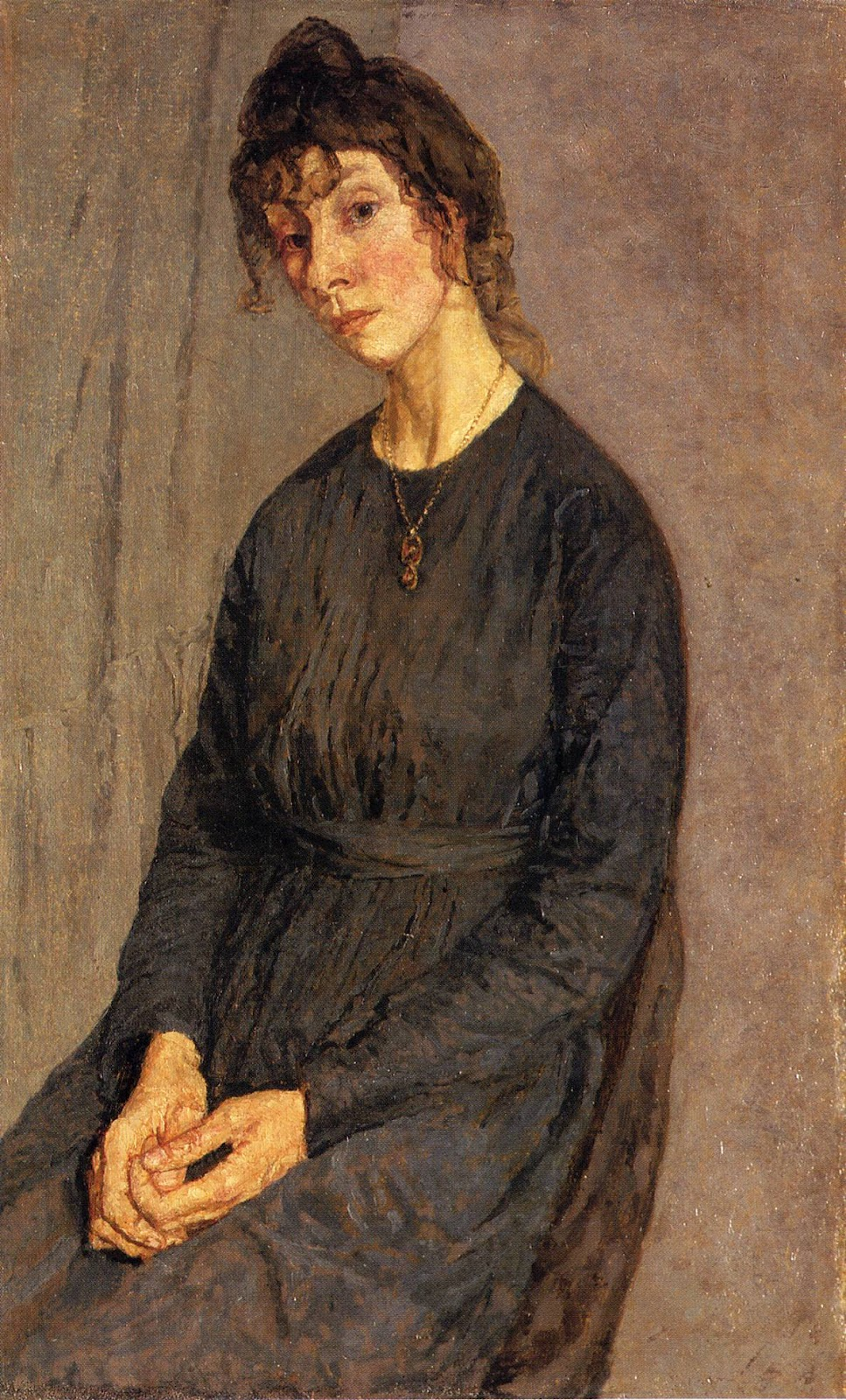
Portret van Chloë Boughton Leigh, ca. 1920
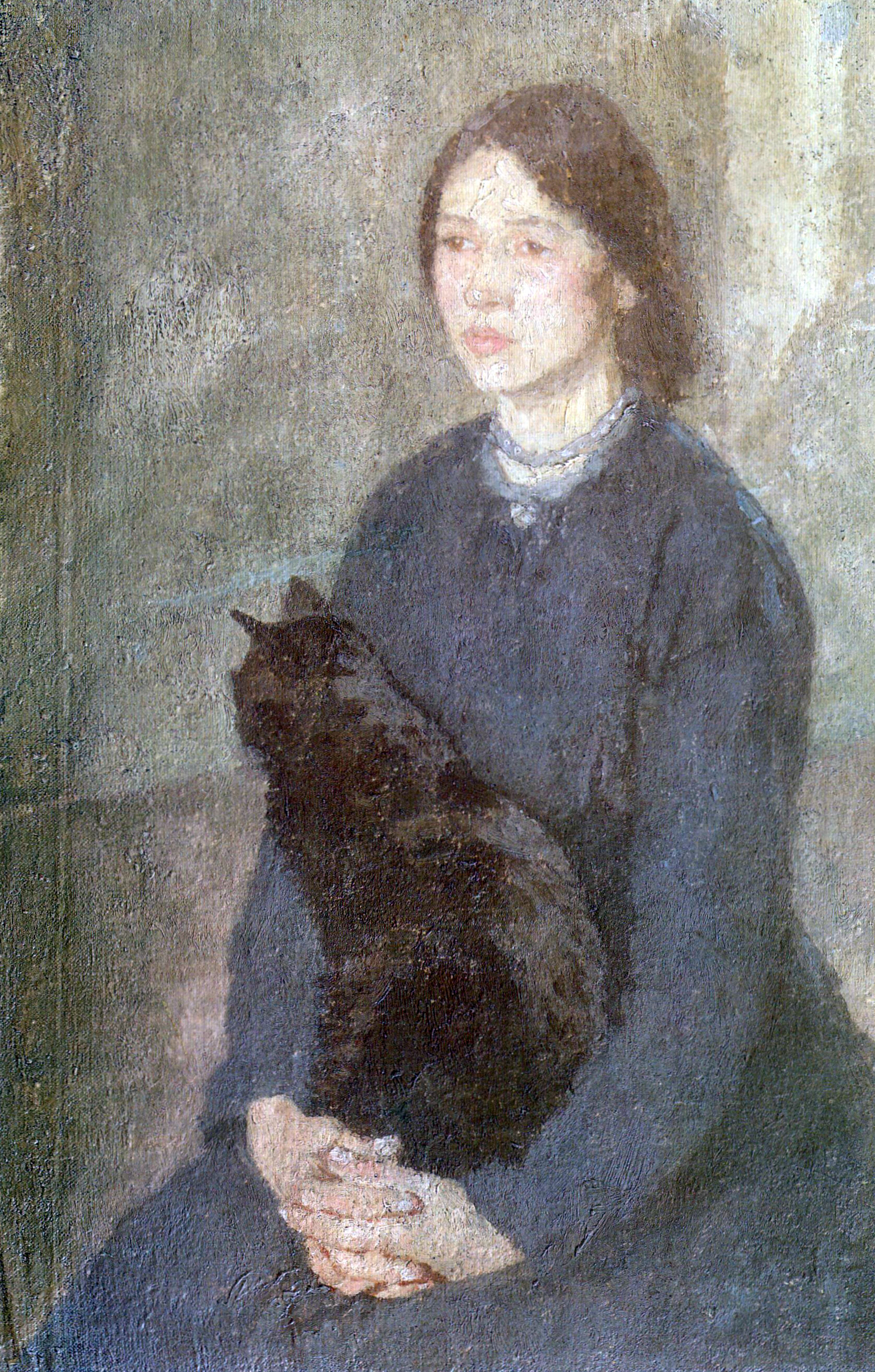
Young Woman Holding a Black Cat, 1920-25, Tate Britain, Londen